# Zygmunt Stojowski

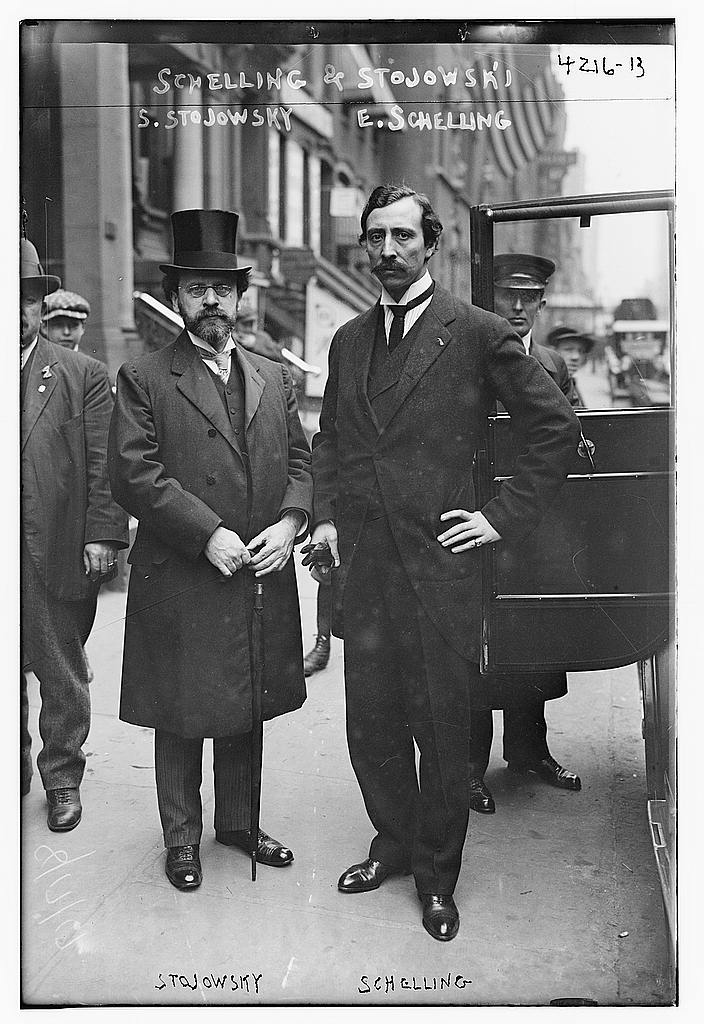
Zygmunt Stojowski et Ernest Schelling en 1917.

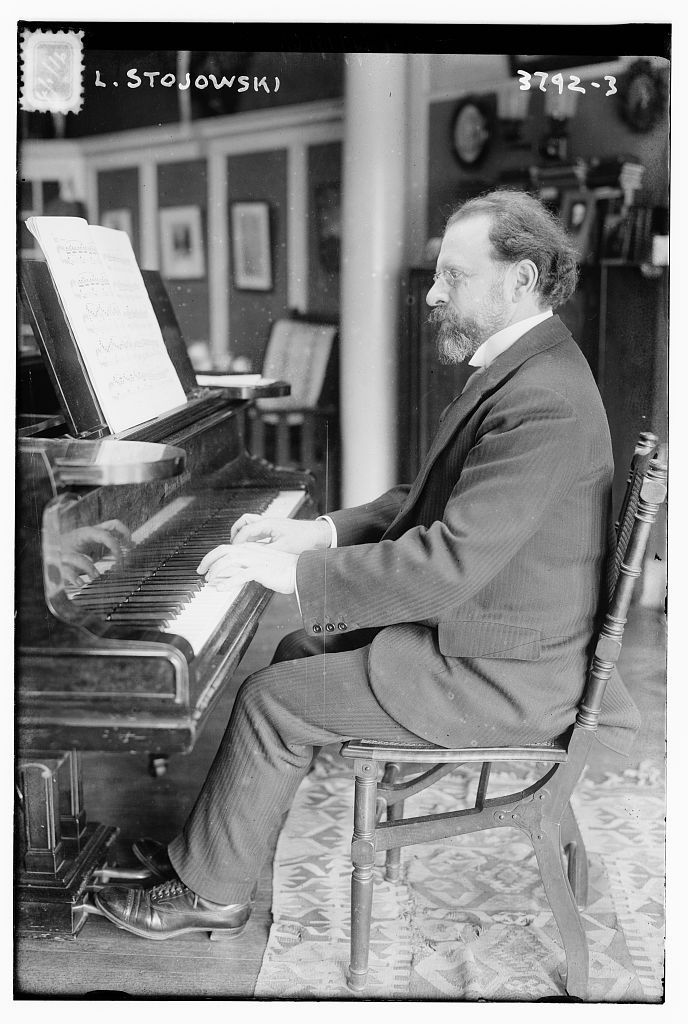
Stojowski au piano, en 1916.

Zygmunt Denis Antoni Jordan de Stojowski (Strzelce, 4 mai 1870 – New York, 5 novembre 1946) est un pianiste et compositeur polonais. 

## Biographie

### Formation
Stojowski naît près de la ville de Kielce. Il commence sa formation musicale avec sa mère et avec le compositeur polonais Władysław Żeleński. À Cracovie, alors qu'il est encore un étudiant de dix-sept ans, il fait ses débuts comme concertiste avec le Concerto pour piano n° 3 de Beethoven, accompagné par l'orchestre local.
À dix-huit ans, il s'installe à Paris et étudie le piano avec Louis Diémer, l'harmonie avec Théodore Dubois et la composition avec Léo Delibes. Deux ans plus tard, au Conservatoire de Paris, il remporte ses premiers prix : piano, contrepoint et fugue. Cependant, selon Stojowski lui-même, dans un entretien paru en décembre 1901 dans un magazine de Varsovie, les maîtres qui ont eu une influence profonde sur lui en tant que musicien, sont les Polonais : le violoniste-compositeur Wladyslaw Gorski et le pianiste-compositeur Ignacy Paderewski. Parallèlement il étudie les langues à la Sorbonne. Outre le polonais, Stojowski maîtrise l'anglais, l'allemand, le russe, le français, le latin et le grec ancien.
La musique de Stojowski est trouvée digne d'être incluse au programme du premier concert de l'Orchestre philharmonique de Varsovie, le 5 novembre 1901. Sa Symphonie en ré mineur, op. 21, présentée à ce concert, sous la direction d'Emil Młynarski, avait déjà remporté le premier prix (1 000 roubles) du Concours Paderewski à Leipzig, le 9 juillet 1898. En plus d'avoir sa symphonie exécutée lors de ce premier concert prestigieux, Stojowski apparaît en récital, en décembre, et de nouveau en tant que soliste dans le Concerto pour piano n° 4 de Camille Saint-Saëns en janvier 1902.

### États-Unis
En octobre 1905, Stojowski navigue sur le SS Moltke. Il se rend aux États-Unis, à l'invitation de Frank Damrosch, fondateur et directeur de l’Institute of Musical Art de New York, nouvellement formé, pour prendre la tête du département de piano. Il a été recommandé pour le poste, par le pianiste Harold Bauer et le violoncelliste Pablo Casals. New York devient sa résidence jusqu'à la fin de sa vie.
L'institut fusionne en 1924, avec la Graduate School Juilliard pour former la Juilliard School, où Stojowski enseigne également pendant les étés 1932 et 1940 à 1946. À New York, il est acclamé comme un compositeur génial, pianiste et pédagogue et a l'honneur d'être le premier compositeur polonais à avoir un concert entier consacré à sa musique, joué par le New York Philharmonic.
Après six années d'enseignement à l'Institut d'Art Musical, Stojowski dirige le département de piano à l'École de musique Ende Von, jusqu'en 1917. Enfin, en raison du grand nombre d'étudiants voulant travailler avec lui, il ouvre son propre « Stojowski Studio » à son domicile de Brownstone de quatre étages, au 150 West 76th Street, à Manhattan. Parmi les élèves de Stojowski figurent Mischa Levitzki, Alfred Newman, Antonia Brico, Arthur Loesser et Oscar Levant.
C'est à New York, avec sa femme d'origine péruvienne, Luisa Morales-Macedo, que le pianiste et compositeur a non seulement enseigné jusqu'à la fin des années 1930, mais a également élevé, ce qu'il appelait ses trois meilleures compositions : ses fils, Alfred (1919-2019), Henry (1921-2018) et Ignace (1923–1984).
Naturalisé américain en 1938, il meurt le 5 novembre 1946, à New York.

## Œuvres
Stojowski laisse un catalogue de 43 opus, composé d'œuvres pour piano, de deux sonates pour violon et piano, d'œuvres pour violoncelle, d'une symphonie, de deux concertos pour piano, de cantates et de mélodies.